# Amt Celle
Das Amt Celle, vormals Burgvogtei Celle, war ein historisches Verwaltungsgebiet des Fürstentums Lüneburg, später des Königreichs Hannover bzw. der preußischen Provinz Hannover.

## Geschichte
Die Burg in Altencelle bildete schon Mitte des 12. Jahrhunderts ein welfisches Machtzentrum. Nach der Verlegung nach (Neu-)Celle (1292) und der Erhebung zur Residenz der Herzöge von Braunschweig-Lüneburg (1378) wurde die zugehörige Vogtei zum Residenzamt ausgebaut. Der Celler Vogt stieg zu einem der einflussreichsten Mitarbeiter der Hof- und Landesverwaltung auf und führte seit mindestens der ersten Hälfte des 16. Jahrhunderts die Bezeichnung Großvogt. Da sich der Tätigkeitsschwerpunkt der Großvögte im Laufe des 17. Jahrhunderts zunehmend auf die Ministerialverwaltung verschob, wuchs die Bedeutung der nachgeordneten Amtsvögte, die bis Ende des 17. Jahrhunderts eine den Amtmännern in den peripheren Verwaltungszentren ähnliche Stellung erlangten. Mit der Aufhebung der Großvogtei 1772 wurden die zwölf cellischen Amtsvogteien endgültig den anderen lüneburgischen Ämtern gleichgestellt.
Die Burgvogtei (Amtsvogtei) Celle umfasst das Schloss und die landesherrlichen Gebäude in Celle, die Vorstädte (Altenceller, Hehlener und Westerceller Vorstadt, Neustadt-Altenhäusen, Neuenhäusen) sowie 18 Dörfer der Umgebung. Seit der Trennung von Justiz und Verwaltung 1852 führte sie die Bezeichnung Amt Celle.
1859 wurde das Amt Celle mit den Ämtern Beedenbostel, Winsen (Aller) und Teilen des Amts Eicklingen vereinigt. Es bildete ab 1867 mit den Ämtern Burgdorf und Burgwedel sowie den amtsfreien Städten Burgdorf und Celle den (Steuer-)Kreis Celle. 1869 schieden die Celler Vorstädte aus dem Amtsbezirk aus und wurde in die Stadt Celle eingegliedert. 1885 wurde das Amt in die Kreisverfassung überführt.

## Amtmänner
- 1818–1823: Georg Klare, Burgvogt
- 1824–1848: Wilhelm Heinrich Schaer, Amtmann, ab 1843 Oberamtmann
- 1849–1852: Berthold Friedrich Wilhelm Carl von Bülow, Amtsassessor (interimistisch), ab 1851 tit. Amtmann
- 1853–1868: Ernst Eduard Stölting, Amtmann, ab 1864 Oberamtmann
- 1868–1871: Gustav von Pfuel, Amtmann, Kreishauptmann
- 1872–1878: Carl Friedrich Heinrich von Arnim, Amtmann, Kreishauptmann
- (1878) 1879–1885: Maximilian von Frank, Amtmann, Kreishauptmann, ab 1885 Landrat des Kreises Celle.

## Amtsschreiber
- 1787–1797: Johann Gottfried Fortmann